# Erich Schärer
Pour les articles homonymes, voir Schärer.
Erich Schärer, né le 1er septembre 1946 à Zurich, est un bobeur suisse ayant notamment remporté quatre médailles dont une d'or aux Jeux olympiques et quatorze dont sept d'or aux championnats du monde en tant que pilote.

## Biographie
Erich Schärer participe aux Jeux olympiques d'hiver de 1976 organisés à Innsbruck en Autriche. Il remporte l'argent en bob à quatre avec Josef Benz, Ulrich Bächli et Rudolf Marti ainsi que le bronze en bob à deux avec Benz. Aux Jeux olympiques d'hiver de 1980, à Lake Placid aux États-Unis, il est champion olympique en bob à deux et à nouveau médaillé d'argent en bob à quatre avec les mêmes coéquipiers.
Schärer remporte aussi quatorze médailles aux championnats du monde : l'or en bob à quatre en 1971, 1973, 1975 et 1986 et en bob à deux en 1978, 1979 et 1982, l'argent en bob à quatre en 1977 et 1978 et en bob à deux en 1983 ainsi que le bronze en bob à quatre en 1979, 1981 et 1982 et en bob à deux en 1981.

## Palmarès

### Jeux Olympiques
- : médaillé d'or en bob à 2 aux JO 1980.
- : médaillé d'argent en bob à 4 aux JO 1976.
- : médaillé d'argent en bob à 4 aux JO 1980.
- : médaillé de bronze en bob à 2 aux JO 1976.

### Championnats monde
- : médaillé d'or en bob à 2 aux championnats monde de 1978, 1979 et 1982.
- : médaillé d'or en bob à 4 aux championnats monde de 1971, 1973, 1975 et 1986.
- : médaillé d'argent en bob à 4 aux championnats monde de 1977 et 1978.
- : médaillé d'argent en bob à 4 aux championnats monde de 1983.
- : médaillé de bronze en bob à 4 aux championnats monde de 1979, 1981 et 1983.
- : médaillé de bronze en bob à 2 aux championnats monde de 1981.